# Astrocaryum aculeatissimum
Astrocaryum aculeatissimum är en enhjärtbladig växtart som först beskrevs av Heinrich Wilhelm Schott, och fick sitt nu gällande namn av Karl Ewald Maximilian Burret. Astrocaryum aculeatissimum ingår i släktet Astrocaryum och familjen Arecaceae. IUCN kategoriserar arten globalt som livskraftig. Inga underarter finns listade i Catalogue of Life.

## Bildgalleri

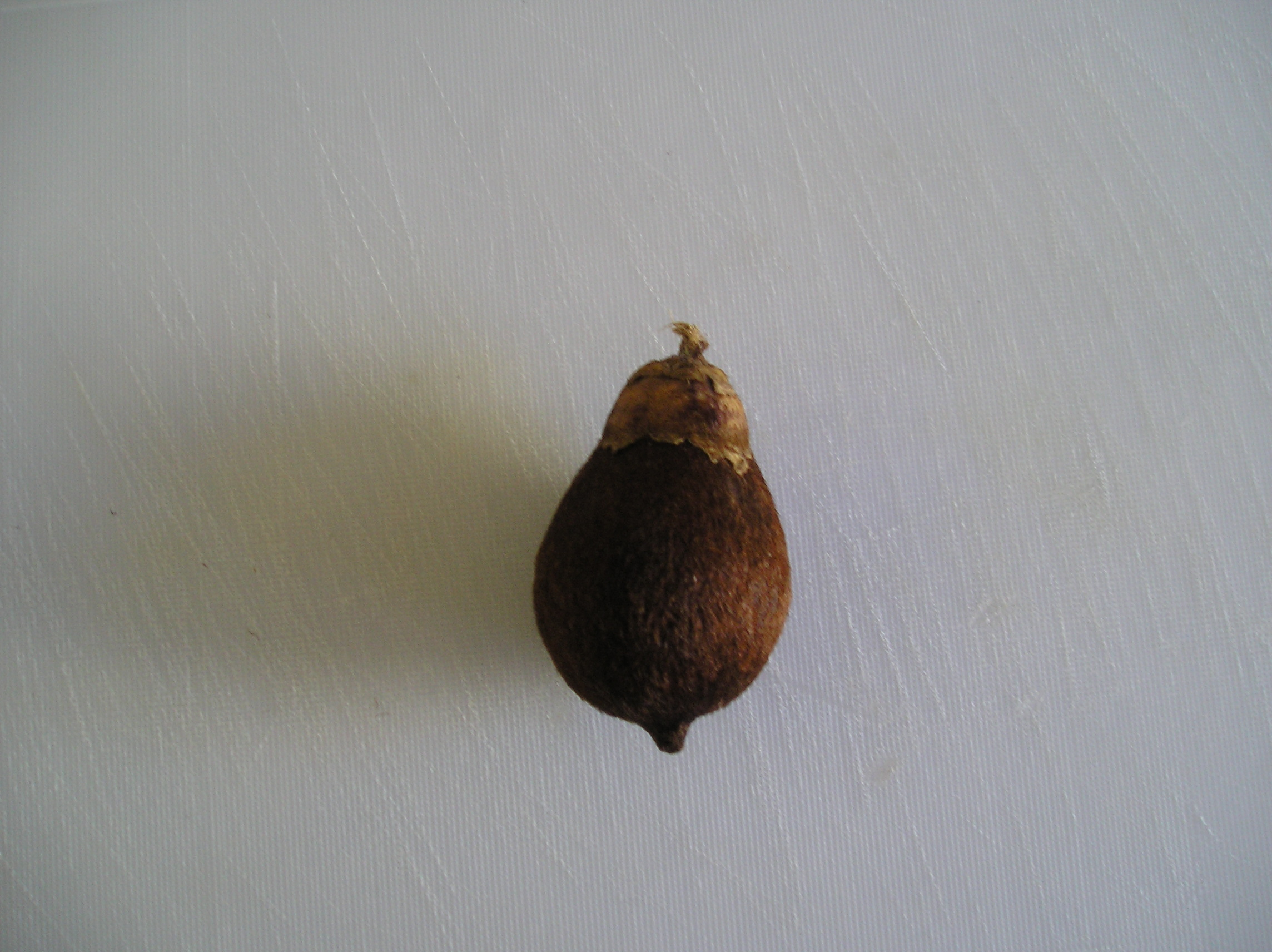
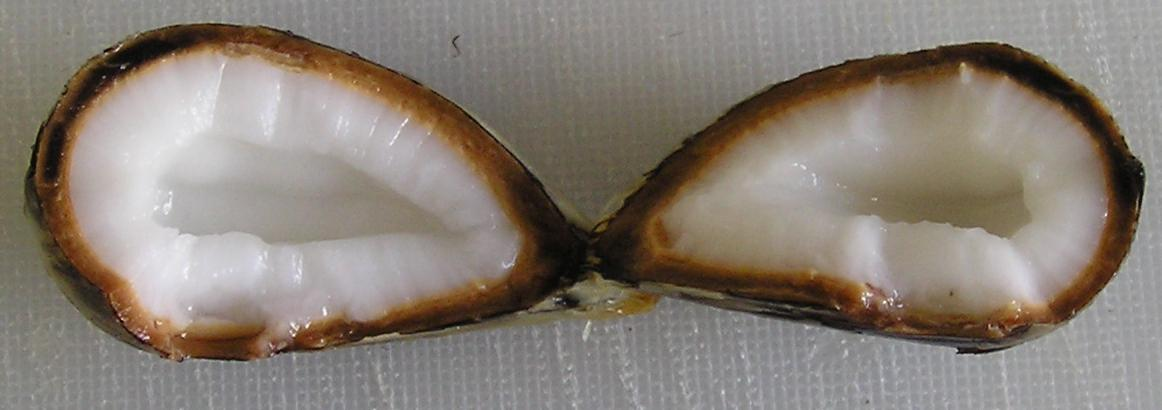
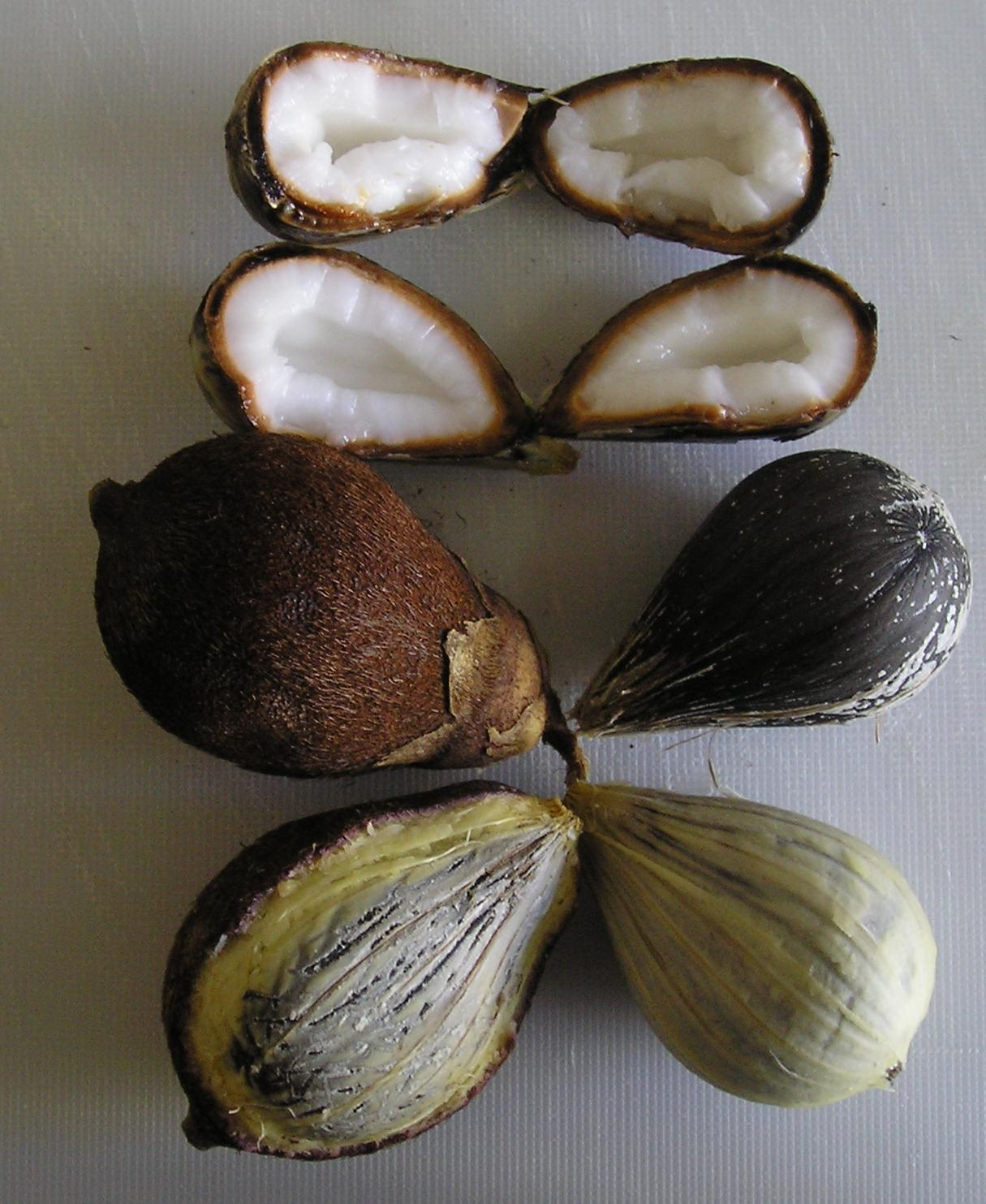
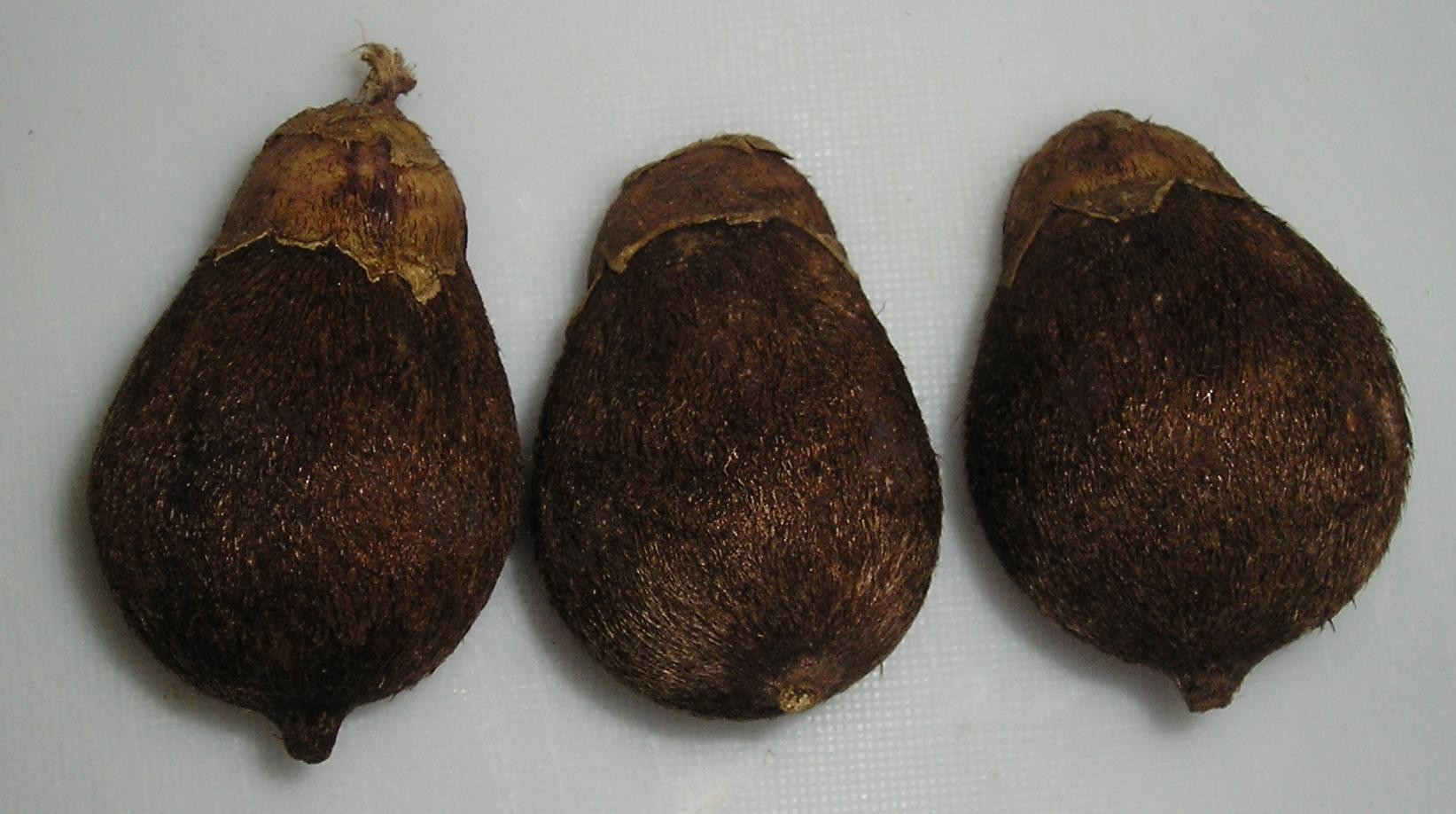
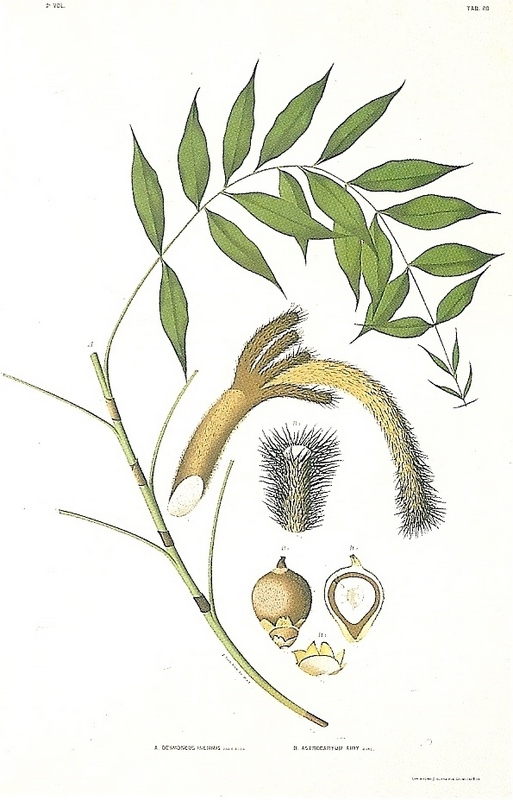